# Salvador de Madariaga

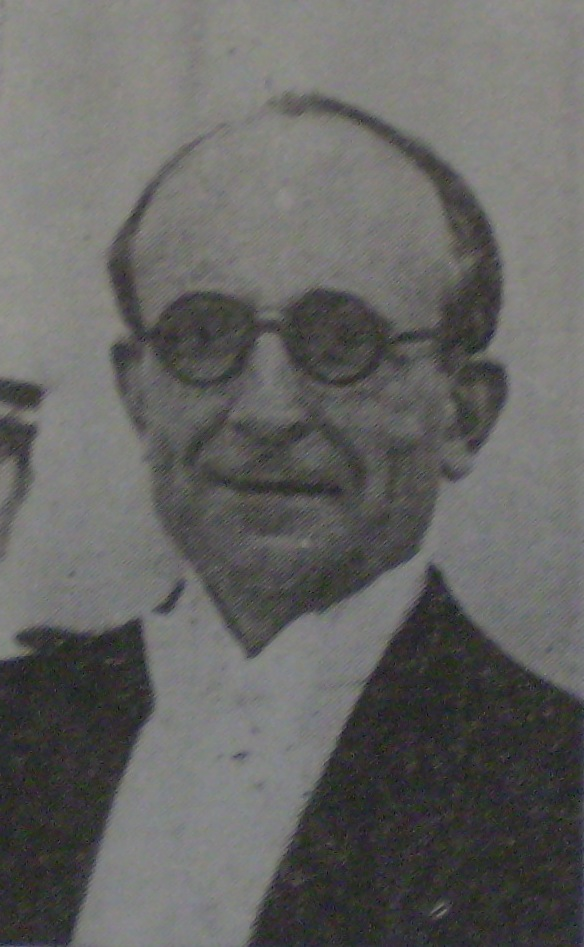
Salvador de Madariaga y Rojo

Salvador de Madariaga y Rojo (geboren 23. Juli 1886 in A Coruña; gestorben 14. Dezember 1978 in Muralto, Schweiz) war ein emigrierter nationalliberaler spanischer Diplomat und Schriftsteller.

## Leben
Am 23. Juli 1886 wurde Madariaga als Sohn eines baskischen Offiziers geboren. Seinen Schulbesuch absolvierte er in Madrid am Instituto Cardenal Cisneros. Als 14-Jähriger kam er nach Paris, wo er zwischen 1906 und 1908 an der École polytechnique Maschinenbau studierte. Er schloss dieses Studium mit einem Diplom ab. Noch im selben Jahr immatrikulierte er sich an der École des Mines für Ingenieurwissenschaften. Dieses Studium beendete er als Bester seines Jahrgangs.
Schon während seines Studiums begann Madariaga nebenbei als Journalist zu arbeiten. Diese Tätigkeit behielt er bei, während er seit 1911 als Ingenieur bei der nordspanischen Eisenbahngesellschaft angestellt war.
1912 heiratete Madariaga die schottische Wirtschaftshistorikerin Constance Archibald. Mit ihr hatte er zwei Töchter. 1916 verließ Madariaga die Eisenbahnverwaltung in Madrid und ging als Korrespondent zur Times nach London und blieb bis 1921 bei dieser Zeitung. Anschließend arbeitete er als freier Schriftsteller und Journalist.
1927 nahm Madariaga einen Ruf nach Oxford an und übernahm einen Lehrstuhl für spanische Literatur. Nach der Proklamation der zweiten spanischen Republik kehrte er sofort in seine Heimat zurück. Er wurde in die Nationalversammlung gewählt und ging im Mai 1931 als Botschafter nach Washington.
In den Jahren 1932 bis 1934 war er Botschafter in Paris. Parallel dazu war er zwischen 1931 und 1936 Mitglied der spanischen Gesandtschaft beim Völkerbund; außerdem übte er für kurze Zeit im Jahr 1934 das Amt des spanischen Bildungsministers aus. 1936 emigrierte Madariaga nach Oxford, wo er an seinem ehemaligen College die nächsten 40 Jahre lehrte. 1948 nahm er am Haager Europa-Kongress als Präsident der Kulturellen Kommission teil und war 1949 einer der Co-Gründer des Europakollegs in Brügge. Als 1970 seine Ehefrau starb, heiratete Madariaga noch im selben Jahr Emilia Székely-Rauman.
1972 ging Madariaga in die Schweiz und ließ sich in Locarno nieder. Erst nach dem Tod von General Franco kehrte er – besuchsweise – nach Spanien zurück. Dort hielt er mit vierzigjähriger Verspätung seine Antrittsrede an der spanischen Akademie der Sprache in Madrid.
Salvador de Madariaga wurde 1973 mit dem Karlspreis ausgezeichnet, den er für Beiträge zur europäischen Idee und den Frieden in Europa erhielt. Im Dezember 1945 wurde er zum Mitglied (Élu associé) der Académie royale des Sciences, des Lettres et des Beaux-Arts de Belgique (Classe des Lettres et des Sciences morales et politiques) gewählt.
Ein Gebäudeteil des Europäischen Parlaments in Straßburg trägt seinen Namen (abgekürzt: SDM).
Im Alter von 92 Jahren starb Salvador de Madariaga y Rojo am 14. Dezember 1978 in Muralto bei Locarno in der Schweiz. Er ist der Großonkel von Javier Solana.

## Werke
- Die Erben der Conquistadoren. Deutsche Verlags-Anstalt, Stuttgart 1947.
- Porträt Europas. Autorisierte deutsche Übertragung aus dem Englischen von Herbert von Borch, Deutsche Verlags-Anstalt, Stuttgart 1958.
- Cortés. Eroberer Mexikos. Bücher der Welt. Droemersche Verlagsanstalt Th. Knaur Nachf., München-Zürich 1960.
- Simon Bolivar. Der Befreier Spanisch-Amerikas. Manesse, Zürich 1986, 2. Auflage 1989, ISBN 3-7175-8066-3; deutsch zuerst unter dem Titel Bolivar. Deutsche Verlags-Anstalt, Stuttgart 1961.
- Der Westen: Heer ohne Banner. Eine Strategie des Kalten Krieges. Scherz, Stuttgart 1961.
- Morgen ohne Mittag. Erinnerungen 1921–1936. Propyläen, Berlin 1972.
- Kolumbus. Entdecker neuer Welten. Wilhelm Heyne, München 1975.
- Portrait Europas. Stuttgart 1939.
- Das Herz von Jade. Alfred Scherz, Bern 1957.
- Ein Strauß von Irrtümern Fischer Bücherei 345, Frankfurt/M. und Hamburg 1960.
- Spanien. 3. Auflage. Deutsche Verlags-Anstalt, Stuttgart 1979, ISBN 3-421-01925-8.
- Ein Tropfen Zeit. Alfred Scherz, Bern 1961.
- Bildnis eines Aufrecht Stehenden Menschen. Scherz, Bern 1966.